# Lindsay Shoop
Lindsay Shoop, född 25 september 1981 i Charlottesville, Virginia, USA, är en amerikansk roddare.
Hon tog OS-guld i åtta med styrman i samband med de olympiska roddtävlingarna 2008 i Peking.